# Ортис, Марио
Ма́рио Се́рхио О́ртис Валье́хос (исп. Mario Sergio Ortíz Vallejos; 21 мая 1929, 28 января 1936 или 22 июня 1929, Сантьяго — 2 мая 2006, Сантьяго) — чилийский футболист, игравший на позиции полузащитника. Бронзовый призёр чемпионата мира (1962).

## Биография

### Клубная карьера
Ортис начал карьеру в клубе «Грин Кросс», за который играл в течение пяти сезонов. За эту команду Ортис сыграл в чемпионате 117 матчей, в которых не забил ни одного мяча. В 1954 году Ортис стал игроком клуба «Палестино», в составе которого играл в течение четырёх сезонов, сыграв за эту команду 109 матчей, в которых забил 3 гола.
В 1958 году Ортис перешёл в клуб «Коло-Коло», в составе которого выиграл два чемпионских титула в 1960 и 1963 годах, а также Кубок страны в 1958 году. Всего за эту команду Ортис сыграл в чемпионате Чили 186 матчей. Его последним клубом в карьере стал «Депортиво Луис Крус Мартинес», в котором Ортис играл в течение одного сезона.

### Карьера в сборной
В составе сборной Чили Ортис принимал участие на чемпионате Южной Америки 1957 года, на котором чилийцы остались без медалей.
В 1962 году Ортис был в заявке сборной Чили на домашнем чемпионате мира, но на турнире не сыграл ни водном из матчей. На этом турнире сборная Чили завоевала бронзовые медали. Всего за сборную Чили Ортис сыграл 25 матчей, в которых забил 5 мячей.

### Смерть
Скончался 2 мая 2006 года в Сантьяго после продолжительной болезни.

## Достижения
«Палестино»
- Чемпион Чили (1): 1955

«Коло-Коло»
- Чемпион Чили (2): 1960, 1963
- Обладатель Кубка Чили (1): 1958